# António Nogueira
António José Nogueira dos Santos, noto semplicemente come António Nogueira (Lisbona, 21 settembre 1963), è un ex calciatore portoghese, di ruolo difensore.

## Palmarès

### Club

#### Competizioni nazionali
- Coppa del Portogallo: 1

Boavista: 1991-1992
- Supercoppa di Portogallo: 1

Boavista: 1992